# Barbarola
Barbarola (barber-hauler)  é um termo náutico que designa um cabo que se passa pela escota ao vento do genoa ou do spinnaker para a aproximar ou afastar do bordo.
Com vento forte é indispensável a sua utilização para diminuir o adernamento e não se perder o controlo da embarcação.